# Horodnic de Sus
Horodnic de Sus is een Roemeense gemeente in het district Suceava.
Horodnic de Sus telt 4845 inwoners.